# 魚津埋没林博物館

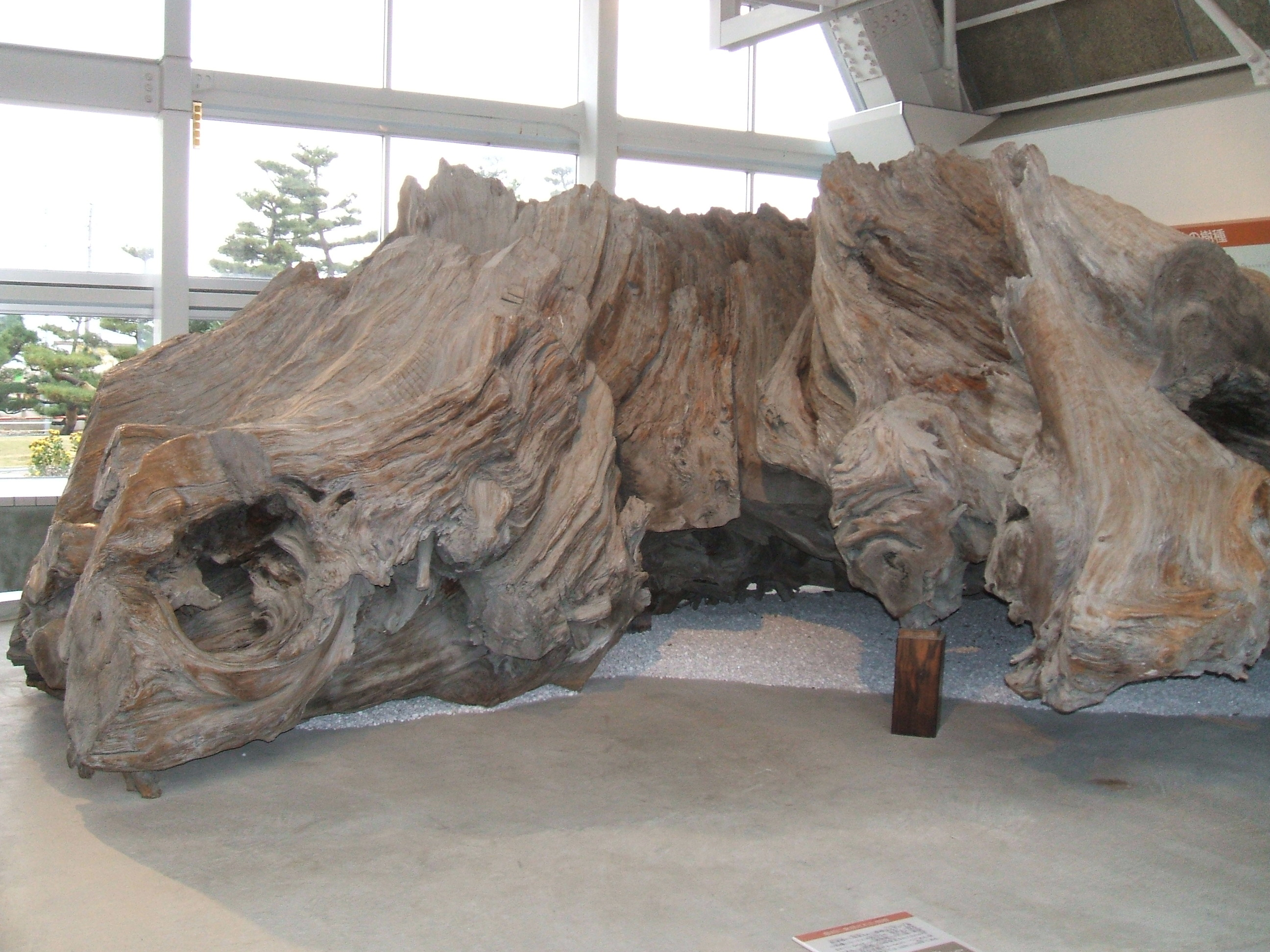
乾燥展示館に展示されている埋没林

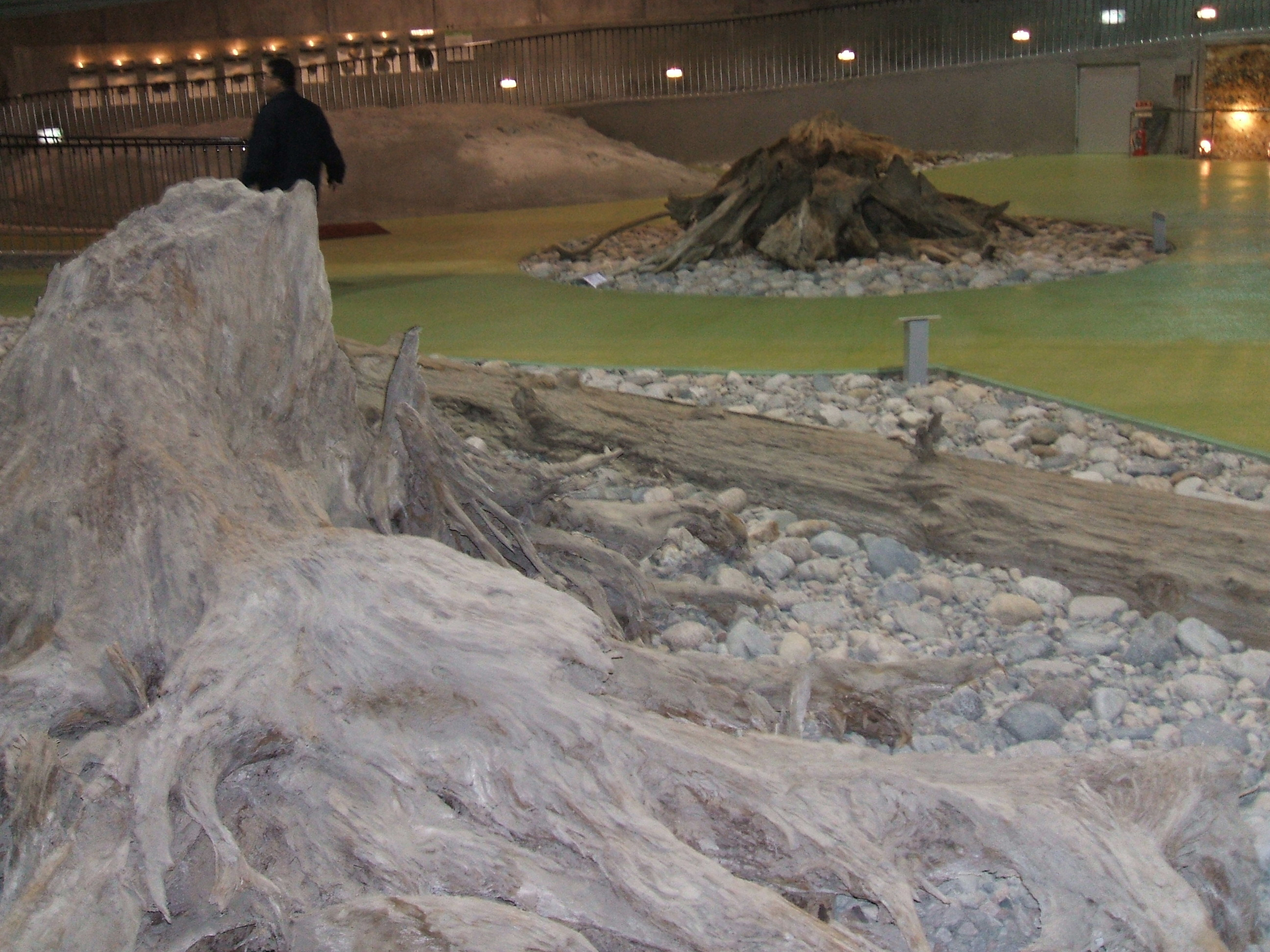
ドーム館で展示されている埋没林

魚津埋没林博物館（うおづまいぼつりんはくぶつかん、英: Uozu Buried Forest Museum）は、富山県魚津市釈迦堂にある公立博物館。国の特別天然記念物に指定されている魚津埋没林の展示と、富山湾に現われる蜃気楼の紹介を行っている。
日本博物館協会、富山県博物館協会会員。魚津埋没林博物館のある一帯は、ジオパークに認定された立山黒部ジオパークのエリア内であり、これらについての紹介と展示も行っている。魚津港一帯はみなとオアシスの登録をしていて、当館はみなとオアシス魚津を構成する施設の一である。

## 歴史
1930年（昭和5年）魚津港浚渫工事中に大量の樹根が出土し、これらが1936年（昭和11年）に「魚津の埋没林」として国の特別天然記念物の指定を受けたことにより、同年保存舎を建設、1952年（昭和27年）には埋没林の発掘を行い、富山産業博覧会の一環として埋没林の発掘が行われた場所を利用して保存館の建設を決定、1953年（昭和28年）秋に保存館の水槽部分が完成し、1954年（昭和29年）2月に木造平屋建ての「埋没林自然保存館」を建設。埋没林のほかに化石等の地質学資料が展示され、さらに博覧会中は敷地内に動物舎が設けられていた。翌1955年（昭和30年）4月には魚津市立博物館として開館、自然科学系の県第1号の登録博物館となった。
1969年（昭和44年）5月25日には、第20回全国植樹祭出席のために来県した昭和天皇、香淳皇后が視察に訪れた。
旧館時代は毎年4月1日から11月30日までの開館（冬季休館）となっていた。
1989年（平成元年）に指定地の発掘調査が行われたのを機に、新しい建物（埋没林メモリアルパーク）の建設構想が浮上し、1990年（平成2年）9月1日より改築工事のため長期休館し、1991年（平成3年）3月28日に起工式、1992年（平成4年）4月28日同地に、現在の博物館が16,336m2の敷地に竣工した。エントランスホールと各展示館は県道を挟んでおり、地下連絡通路で繋がっている。また、テーマ館では国から交付されたふるさと創生事業の交付金を活用した世界初の蜃気楼人工発生装置（日本カーバイド工業が1990年5月14日に製造）を備えた「ミラージュ・シアター」が設置されていた。水中・乾燥展示館はたてもんをイメージした三角形とした。
「ミラージュ・シアター」は、ガスや騒音が出るという発生装置の問題や子供向けのシナリオに不満と言う声があったため、1997年（平成9年）11月9日を最後に稼働停止。これに代わり1998年（平成10年）3月25日にはハイビジョンホールが竣工（3月26日より一般公開）し、2009年（平成21年）3月には入場者が150万人を達成、2015年（平成27年）3月20日にリニューアルした。
2018年（平成30年）4月14日には、連絡通路、テーマ館1階などを無料ゾーンにし、エントランスホールにカフェを設けリニューアルオープンした。同年1月より改修工事を行なっていた。
2019年（令和元年）8月1日、永井秀幸の3Dアート作品の展示を始めた。

## 活動
蜃気楼の観測
魚津埋没林博物館がある海岸では、富山湾の富山市（岩瀬）方向や黒部市（生地）方向に蜃気楼が現れるが、1992年（平成4年）より博物館の学芸員が毎年の出現回数を、1996年（平成8年）4月より回数に加えて、3台のカメラと屋外の肉眼での観測を行ない、A〜Eの5段階評価で発表している。

## 主な施設

### 1階

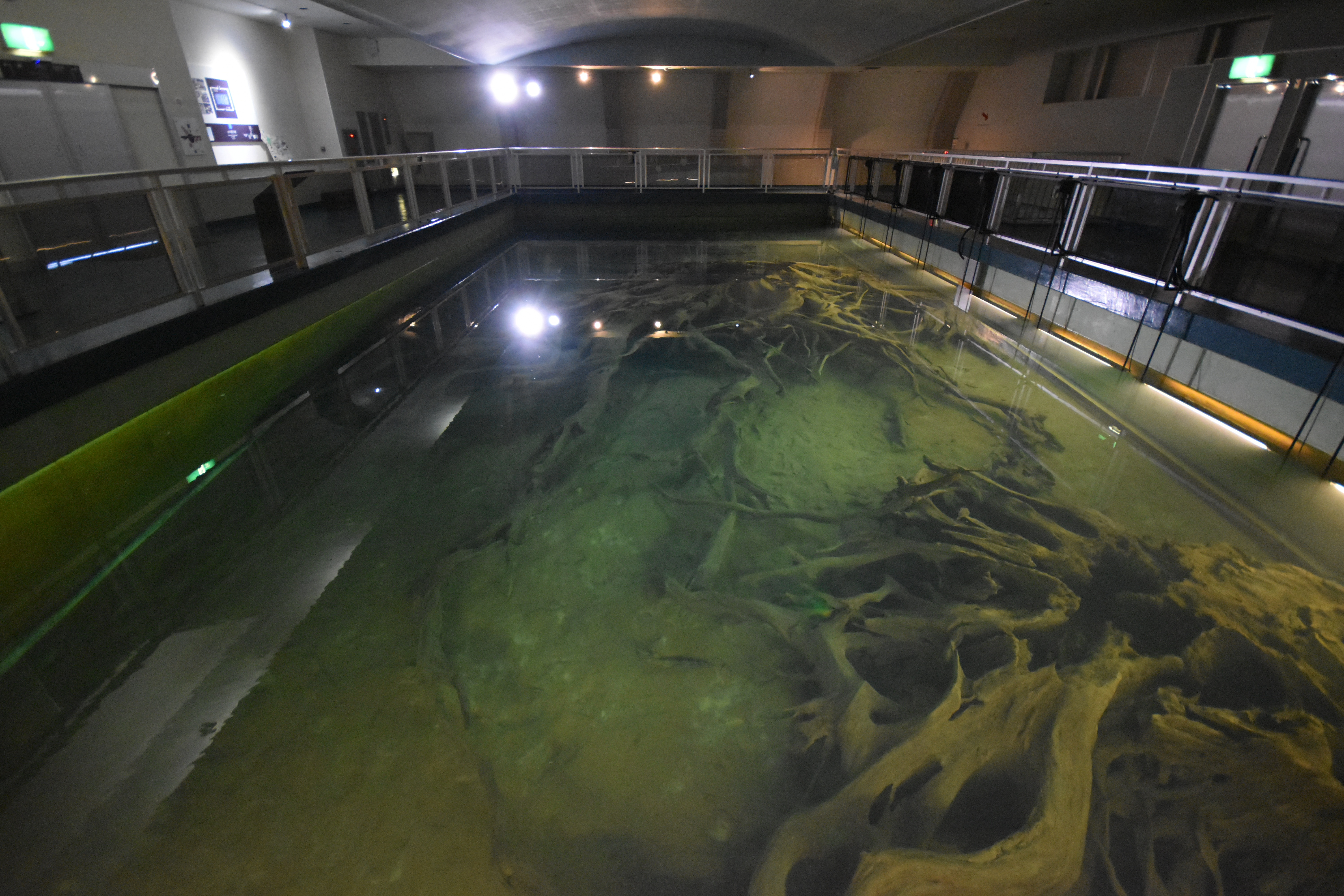
水中展示館

- エントランスホール〔無料エリア〕
  - 正面出入口、受付、カフェ「KININAL（キニナル）」
- 連絡通路〔無料エリア〕

魚津の自然の歴史を紹介。
- テーマ館1階〔無料エリア〕
  - 埋没林コーナー、蜃気楼コーナー、ジオパークコーナー、魚津の水循環コーナー、木（き）っずルーム
- 水中展示館〔有料エリア〕

1952年（昭和27年）に発掘された樹根3点を、発掘された現場に深さ2.5m、約240tのプールを作り水中展示している。最大の樹根は、幹が約2m、根の大きさが約10mで、約2000年前に埋もれた樹齢500年以上の樹根といわれており、プールの上部と地下に設けられた窓から見ることができる。プールの水は地下水をくみ上げている（自然の地下水も湧いている）。毎年年末にはプールの水を抜き、1日かけて樹根等の清掃をおこない、その様子を「水のない埋没林」として公開している。
- 乾燥展示館〔有料エリア〕

1930年（昭和5年）、魚津港建設中に発掘された樹根2点、樹幹1点を乾燥展示しており、2000年前の樹木に直接触れることができる。
- ドーム館〔有料エリア〕

1989年（平成元年）に発掘された樹根3点、樹幹1点を乾燥展示している。こちらも当時の発掘現場をそのまま利用再現し、屋根を架けたものである。こちらは半地下になっており、現在の海面ラインが壁に示されていて、2000年前の地表は現在の海面よりも低いことを体感できる。またこの場所は特別天然記念物の指定区域になっている。その他、地層展示や分析資料、植物の種子、果実、花粉の展示コーナーもある。

### テーマ館2階
- ハイビジョンホール〔有料エリア〕

富山湾でも魚津で多く見られる蜃気楼と、魚津市の天然記念物に指定されている「洞杉及び岩上植物群落」を、300インチのハイビジョンで上映する。一回20分、30分毎に上映。午前9時半から午後4時半まで。

### テーマ館3階
- 企画展示室・展望室〔有料エリア〕

### テーマ館屋上
- 展望台〔有料エリア〕

### 屋外
- 蜃気楼の丘展望台〔無料エリア〕
- マリンゲート（海側出入口、冬期間閉門）〔無料エリア〕

こちらからは隣接する海の駅蜃気楼への近道となる。
＊有料エリアの料金は小・中学生は260円、高校生以上は640円(小中学生は土日祝無料)

## 利用案内
- 開館時間
  - 9時～17時（入館は16時半まで）
- 休館日
  - 年末年始（12月29日～1月1日）、12月～3月中旬のみ木曜日
- 交通
  - 鉄道 あいの風とやま鉄道線 魚津駅・富山地方鉄道 新魚津駅よりタクシー約5分、徒歩25分
  - 道路 北陸自動車道 魚津ICから約10分

## 周辺施設
- 魚津港
- ありそドーム
- 魚津水族館
- ミラージュランド
- 海の駅蜃気楼